# Vjekoslav Heinzel
Vjekoslav Heinzel (hr[ʋjêkoslaʋ xǎjnt͡sl̩]; n. 21 august 1871, Zagreb, Regatul autonom Croația-Slavonia – d. 1 martie 1934, Zagreb, Regatul Iugoslaviei) a fost un arhitect și om politic croat, care a îndeplinit funcția de primar al Zagrebului⁠(d) din 1920 până în 1928. El este cunoscut pentru implementarea marilor proiecte de dezvoltare a Zagrebului care au extins semnificativ orașul în anii 1920.

## Biografie
Heinzel s-a născut ca Alois Heinzel într-o familie de antreprenori din Zagreb și a urmat studii de arhitectură la Graz și Stuttgart, pe care le-a absolvit în 1893. A obținut licența de arhitect în 1896 și a proiectat numeroase clădiri în Zagreb. În 1906 și-a schimbat prenumele din Alois în Vjekoslav. În 1910 a fost ales consilier orășenesc, iar în 1912 a devenit președintele Camerei de Comerț și Meșteșuguri din localitate. În același an și-a încetat activitățile profesionale și a călătorit prin Europa, după care s-a întors și a organizat aprovizionarea cu alimente a Zagrebului în timpul Primului Război Mondial.
Heinzel a fost, de asemenea, unul dintre primii automobiliști croați: a condus, împreună cu Ferdinand Budicki⁠(d), prima mașină la Zagreb și a fost unul dintre fondatorii clubului automobilistic croat în 1906. A participat la multe curse de mașini de la începutul secolului al XX-lea și a câștigat prima cursă a campionatului de automobilism al Regatului Croația-Slavoniei în 1912.
După constituirea Regatului sârbilor, croaților și slovenilor, Heinzel a fost ales primar pentru prima dată la 18 iunie 1920⁠(d) și a îndeplinit această funcție până în august 1921, atunci când administrația orașului a fost desființată temporar din cauza boicotului organizat cu ocazia înmormântării regelui Petru I Karađorđević. A fost reales primar la alegerile din 11 decembrie 1921⁠(d) în calitate de candidat al coaliției politice Blocul Croat⁠(d). În 1926 și 1927 a avut un conflict politic cu Partidul Drepturilor⁠(d) și cu Partidul Țărănesc Croat⁠(d), dar a fost reales primar la alegerile din 4 septembrie 1927⁠(d) pe lista Blocului Croat. Primăria orașului Zagreb a organizat, în timpul mandatelor de primar ale lui Heinzel, reconstrucția unor secțiuni mari ale cartierelor Peščenica⁠(d), Trnje⁠(d), Trešnjevka⁠(d), Maksimir⁠(d) și ale altor zone ale orașului actual. Printre realizările ca primar ale lui Heinzel se numără construcția și extinderea a numeroase spitale, începerea construcției Pieței Dolac⁠(d) și reconstrucția drumului Laščinska, ulterior Sajmišna, iar astăzi Bulevardul Vjekoslav Heinzel, un bulevard proeminent nord-sud din partea de est a orașului, care începe din Piața Eugen Kvaternik⁠(d) și traversează cartierele Trnje⁠(d) și Peščenica⁠(d).
Primul emițător radio de 0,35 kW a fost instalat la Zagreb în 15 iunie 1926, în timpul mandatului de primar al lui Heinzel. La 1 aprilie același an a fost pusă în funcțiune prima centrală telefonică automată, cu o capacitate de 7.000 de abonați.
Eforturile lui Heinzel au avut însă un cost considerabil, deoarece orașul a trebuit să ia un împrumut de 250 de milioane de dinari iugoslavi, ceea ce a suscitat multe critici la acea vreme.